# Plan NORTE
El Plan NORTE (Nueva Organización del Ejército de Tierra) fue una reforma estructural llevada a cabo en el Ejército de Tierra (España) entre 1995 y 1999. Su objetivo principal fue adaptar la organización del ejército a las nuevas realidades estratégicas tras el final de la Guerra Fría, mejorando su eficiencia operativa y reduciendo su tamaño.

## Antecedentes
Antes de la implementación del Plan NORTE, el Ejército de Tierra español ya había experimentado diversas reformas, como el Plan META y el Plan RETO, orientadas a la modernización de las fuerzas armadas. Sin embargo, la desaparición de la Unión Soviética y la transformación del panorama geopolítico mundial hicieron necesaria una reorganización más profunda.

## Objetivos
Los principales objetivos del Plan NORTE fueron:
- Reducción y reestructuración de unidades: Eliminación de cuatro de las cinco divisiones existentes, reorganizando el Ejército en dos componentes principales: la Fuerza Permanente y la Reserva Movilizable.[1]
- Modernización y profesionalización: Mayor profesionalización de las tropas, reduciendo la dependencia del servicio militar obligatorio.
- Optimización de recursos: Racionalización del uso de recursos mediante la eliminación de unidades redundantes y la mejora de la eficiencia operativa.

## Implementación
El Plan NORTE se implementó a través de una serie de cambios estructurales en el Ejército de Tierra:

### Fuerza Permanente
Se estableció una nueva organización basada en brigadas y unidades especializadas:
- Una división mecanizada con tres brigadas.
- Una brigada de caballería.
- Una brigada paracaidista.
- Una brigada ligera aerotransportable.
- Una brigada de la Legión Española.
- Una brigada de cazadores de montaña.
- Fuerzas de guarnición en Canarias, Baleares, Ceuta y Melilla.

### Reserva Movilizable
La reserva se organizó en:
- Tres brigadas de infantería movilizables.
- Una brigada de caballería movilizable.
- Otras unidades de apoyo.

### Reestructuración territorial
Las tradicionales capitanías generales fueron eliminadas y reemplazadas por mandos regionales más operativos.

## Consecuencias
La aplicación del Plan NORTE provocó:
- Cierre de numerosos cuarteles y la desaparición de múltiples unidades.
- Redistribución de efectivos y la concentración de fuerzas en bases estratégicas.
- Mayor capacidad de proyección internacional, facilitando la participación de España en misiones de la ONU, la OTAN y la UEO.